# 大子町消防本部
大子町消防本部（だいごまちしょうぼうほんぶ）は、茨城県久慈郡大子町の消防部局（消防本部）。管轄区域は大子町全域。

## 概要
- 消防本部： 久慈郡大子町池田2626
- 管内面積：325.76km2
- 職員数：46人
- 消防署1カ所

### 主力機械
2020年4月1日現在
- 消防ポンプ自動車：1
- 水槽付消防ポンプ自動車：1
- 救助工作車：1
- 救急自動車：3
- 指揮隊車：1
- 広報車：2
- 資器材運搬車：1
- 救命ボート：1
- 災害支援車：1
- 防災活動車：1

## 沿革
- 1969年4月1日 大子町消防本部及び消防署が発足する。
- 1979年10月1日 消防庁舎が竣工する。

## 組織
- 本部 - 消防課、警防課、予防課
- 消防署

## 消防署
| 消防署       | 住所     |
| ------------ | -------- |
| 大子町消防署 | 池田2626 |